# Natació als Jocs Olímpics d'estiu de 1904
Als Jocs Olímpics de 1904, celebrats a Saint Louis (Missouri), es disputaren nou proves de natació, totes masculines. Fou l'única competició olímpica de la història que les curses es mesuraren en iardes. Es disputà entre el 4 i el 6 de setembre de 1904. L'esprint curt de 50 iardes feu el seu debut a la competició. El 100 retornaren després de la seva absència el 1900. Els 1000 metres i els 4000 metres foren reemplaçats per proves més curtes, 440 iardes i 1 milla. Els 200 metres esquena foren retallats a 100 iardes i la prova de relleus fou reemplaçada pel 4×50 iardes lliures. La cursa d'obstacles i la de natació subaquàtica foren eliminades i la braça debutà al calendari olímpic.

## Participants
32 nedadors de 4 països van prendre part en les proves.
- Alemanya (4)
- Àustria (1)
- Estats Units (25)
- Hongria (2)

## Medaller
| Posició | País         | Or | Argent | Bronze | Total |
| 1       | Alemanya     | 4  | 2      | 2      | 8     |
| 2       | Estats Units | 3  | 6      | 5      | 14    |
| 3       | Hongria      | 2  | 1      | 1      | 4     |
| 4       | Àustria      | 0  | 0      | 1      | 1     |

## Resum de medalles
| Prova                       | Or                                                                                            | Argent                                                                                          | Bronze                                                                                           |
| 50 iardes lliures detalls   | Zoltán Halmay                                                                                 | Scott Leary                                                                                     | Charles Daniels                                                                                  |
| 100 iardes lliures detalls  | Zoltán Halmay                                                                                 | Charles Daniels                                                                                 | Scott Leary                                                                                      |
| 220 iardes lliures detalls  | Charles Daniels                                                                               | Francis Gailey                                                                                  | Emil Rausch                                                                                      |
| 440 iardes lliures detalls  | Charles Daniels                                                                               | Francis Gailey                                                                                  | Otto Wahle                                                                                       |
| 880 iardes lliures detalls  | Emil Rausch                                                                                   | Francis Gailey                                                                                  | Géza Kiss                                                                                        |
| 1 milla lliure detalls      | Emil Rausch                                                                                   | Géza Kiss                                                                                       | Francis Gailey                                                                                   |
| 100 iardes esquena detalls  | Walter Brack                                                                                  | Georg Hoffmann                                                                                  | Georg Zacharias                                                                                  |
| 440 iardes braça detalls    | Georg Zacharias                                                                               | Walter Brack                                                                                    | Henry Jamison Handy                                                                              |
| 4×50 iardes lliures detalls | Estats Units The New York Athletic ClubJoseph Ruddy Leo Goodwin Louis Handley Charles Daniels | Estats Units Chicago Athletic AssociationDavid Hammond William Tuttle Hugo Goetz Raymond Thorne | Estats Units Missouri Athletic ClubAmedee Reyburn Gwynne Evans Marquard Schwarz William Orthwein |